# Henner Ruppersberg
Henner Ruppersberg (* 14. Februar 1933 in Homburg; † Mai 2017 in Saarbrücken) war ein deutscher Naturwissenschaftler und ordentlicher Professor für Strukturforschung und Thermodynamiken an der Universität des Saarlandes.

## Leben
Ruppersberg begann 1951 ein Studium der Chemie an neu gegründeter Universität des Saarlandes. 1960 promovierte er zum Dr. rer. nat. Anschließend wechselte er an das Institut für Metallphysik und Metallkunde unter Hugo Josef Seemann. 1967 folgte die Habilitation in den Bereichen Physik und Kristallographie. 1971 wurde er ordentlicher Professor für Strukturforschung und Thermodynamiken. Immer wieder dozierte Ruppersberg im Ausland. So war er Gastdozent an der University of the Witwatersrand (Johannesburg) und an der School of Engineering der UCLA (Los Angeles), sowie Gastprofessor am „Institut National Polytechnique“ in Grenoble. Von 1982 bis 1985 war er stellvertretender deutscher Direktor des „Institut Max von Laue-Paul Langevin“ in Grenoble.
Ruppersberg engagierte sich auch in der akademischen Verwaltung. Er war mehrmals Prodekan der Mathematisch-Naturwissenschaftlichen Fakultät und von 1986 und 1988 Vizepräsident für Forschung der Universität des Saarlandes. 1989 war er Gründungsdozent des Studiengangs „École Européenne d’Ingénieurs en Genie des Matériaux (EEIGM)“. 1995 wurde er emeritiert.

## Auszeichnungen
- Officier des Ordre des Palmes Académiques

## Werke
- Zur Kenntnis der Reaktion des Magnesiumoxyds mit gasförmigem Chlorwasserstoff. Dissertation an der Universität des Saarlandes, Saarbrücken 1960